# Klaus Ostwald
Klaus Ostwald (* 26. August 1958 in Bad Elster) ist ein ehemaliger deutscher Skispringer. Sein größter Einzelerfolg war der Gewinn des Weltmeistertitels bei der Skiflug-Weltmeisterschaft 1983 in Harrachov. 

## Werdegang
Als Jugendlicher spielte Klaus Ostwald Fußball. Als einmal das Training dort ausfiel, landete er auf dem Nachhauseweg beim Skisprungstraining. Sein erster Verein war die BSG Aufbau Klingenthal. Zunächst versuchte er sich in der Nordischen Kombination, wurde dann aber 1971 Spezialspringer.
Einen ersten internationalen Erfolg erzielte er bei der Junioren-EM in Liberec 1976, wo er Platz 2 hinter Toni Innauer belegte. Die großen Schanzen lagen ihm besonders; beachtlich war, dass er als Vorspringer bei der Skiflug-Weltmeisterschaft 1979 in Planica einen Weltrekord mit 176 Metern aufstellte.
Im Jahre 1980 erreichte er bei den Olympischen Winterspielen den 15. Rang. Ein Jahr später erzielte er den 12. Platz bei der Skiflug-Weltmeisterschaft.
Am 31. Januar 1982 gewann er mit dem Springen auf der Gross-Titlis-Schanze in Engelberg sein erstes Weltcup-Springen. Im selben Jahr konnte er von der Großschanze seinen einzigen Einzeltitel bei DDR-Meisterschaften gewinnen.
Sein größter Erfolg war der Sieg bei der Skiflug-Weltmeisterschaft 1983 in Harrachov. Dabei erreichte er mit seinen sechs Wertungssprüngen – der jeweils schlechteste Sprung der drei Durchgänge wurde gestrichen – eine Gesamtpunktzahl von 1051, womit er Weltrekordler Pavel Ploc (1045,5) und Matti Nykänen (1043,5) auf die Plätze verwies.
Mit der DDR-Mannschaft wurde er bei der Nordischen Skiweltmeisterschaft 1984 in Engelberg im Mannschaftsspringen Zweiter, bei der Nordischen Skiweltmeisterschaft 1985 in Seefeld Dritter. 
Nachdem Ostwald auf der Oberhofer Schanze am Rennsteig, der heutigen Hans-Renner-Schanze, zwischen 1978 und 1981 den Rekord mit 121 Metern innehatte, stellte er 1984 mit 127 Metern eine neue Bestmarke auf, die bis 1995 bestehen bleiben sollte. Kurz danach gewann Ostwald die Springertournee der Freundschaft. Bei der Vierschanzentournee wurde er 1983/84 Zweiter und 1984/85 Dritter der Gesamtwertung.
Im Jahr 1987 beendete er seine aktive Laufbahn. Sein Verein war der SC Dynamo Klingenthal; seine Trainer dort Henry Glaß, Jürgen Wolf und Herbert Leonhardt. Wie Volker Kluge anführt, war er nach der Wende im Rahmen einer Arbeitsbeschaffungsmaßnahme handwerklich am Abriss der Aschberg-Schanze in Klingenthal beteiligt. Seit den 1990er Jahren betreibt Ostwald in Mühlleithen bei Klingenthal (Vogtland) eine Sommerrodelbahn. Nach der Wende fungierte Klaus Ostwald zeitweise als Schanzenchef der dortigen Vogtlandschanze.

## Erfolge

### Weltcupsiege im Einzel
| Nr. | Datum             | Ort        | Typ         |
| --- | ----------------- | ---------- | ----------- |
| 1.  | 31. Januar 1982   | Engelberg  | Großschanze |
| 2.  | 30. Dezember 1983 | Oberstdorf | Großschanze |

### Weltcup-Platzierungen
| Saison  | Platz | Punkte |
| ------- | ----- | ------ |
| 1979/80 | 21.   | 056    |
| 1981/82 | 17.   | 055    |
| 1982/83 | 17.   | 073    |
| 1983/84 | 07.   | 119    |
| 1984/85 | 12.   | 085    |
| 1985/86 | 37.   | 016    |

### Weltrekord
| #  | Schanze                         | Ort     | Land        | Weite   | aufgestellt am | Rekord bis    |
| -- | ------------------------------- | ------- | ----------- | ------- | -------------- | ------------- |
| 75 | Velikanka bratov Gorišek (K165) | Planica | Jugoslawien | 176,0 m | 18. März 1979  | 27. März 1980 |

### Schanzenrekorde
| Schanze                          | Ort           | Land        | Weite   | aufgestellt am  | Rekord bis     |
| -------------------------------- | ------------- | ----------- | ------- | --------------- | -------------- |
| Velikanka bratov Gorišek (K165)  | Planica       | Jugoslawien | 175,0 m | 18. März 1979   | 18. März 1979  |
| Paul-Außerleitner-Schanze (K109) | Bischofshofen | Österreich  | 109,0 m | 6. Januar 1983  | 6. Januar 1983 |
| Bergiselschanze (K106)           | Innsbruck     | Österreich  | 107,5 m | 4. Januar 1984  | 4. Januar 1985 |
| Ještěd "A" (K115)                | Liberec       | Tschechien  | 117,0 m | 15. Januar 1984 | 2. Januar 1994 |